# Aplocera infuscata
Aplocera infuscata är en fjärilsart som beskrevs av Louis Beethoven Prout 1914. Aplocera infuscata ingår i släktet Aplocera och familjen mätare. Inga underarter finns listade i Catalogue of Life.